# Partido Nacionalista Español
El Partido Nacionalista Español (PNE) fue un partido político situado en la extrema derecha que existió durante los años de la Segunda República Española. Fue creado por el doctor José María Albiñana en 1930. 
Defendía la restauración de la monarquía tradicional en la persona de Alfonso XIII y bajo lo que ellos denominaron al igual que los carlistas como "Reinado social de Jesucristo". De hecho criticó en diversas ocasiones a la CEDA por su accidentalismo en relación con la forma de gobierno. El partido trató de constituir un puente entre la Comunión Tradicionalista (carlista) y Renovación Española (alfonsina) en aras de la unidad monárquica. Tras la muerte de su fundador, ya iniciada la Guerra Civil, se integró en la Comunión Tradicionalista, con la finalidad de "facilitar el proceso de unificación política" en el bando sublevado.
A mediados de abril de 1930, José María Albiñana, bajo el lema Religión, Patria y Monarquía (copiado del partido primorriverista Unión Patriótica, cuya herencia reivindicaba), publica el programa de la nueva organización. Esta "hermandad hispana de acción enérgica" se planteaba como un partido de lucha contra los que consideraba "enemigos de la Patria", a la vez que propugnaba la exaltación de los "verdaderos valores nacionales", presentándose abierto a "todos los hombres que sientan la inapreciable dignidad de haber nacido españoles". El ideario era monárquico y católico, pero también autoritario, favorable a la acción callejera y a la represión radical de sus rivales políticos.
El partido contaba con el apoyo del diario La Nación dirigido por el filofascista Delgado Barreto, aunque también contaba con un órgano propio de propaganda, La Legión. En sus páginas no faltaron las proclamas antisemitas de su líder incluso en los meses anteriores a la proclamación de la Segunda República, afirmando que "existe en el mundo una conspiración judía contra España, que data nada menos que de 1492".
A principios de 1932, José María Albiñana reclamaba públicamente auxilios financieros para su actividad política ya que "En el mundo no existen hoy más formas políticas, perfectamente definidas, que el comunismo y el nacionalismo (...) Despierte la burguesía dormida si no quiere verse ahogada en sangre. Ayuden los poderosos con su dinero a la organización nacionalista, si no quieren perderlo todo".
En 1933 el Partido Nacionalista Español intentó constituirse en "una organización de masas de tipo fascista". Sin embargo al ser ese espacio político articulado a través de las JONS y de FE, optaría por significarse "en la vanguardia del neotradicionalismo".

## Programa
Consta de 22 puntos, de los cuales destaca Luis Palacios los siguientes:
- Defensa de la unidad política de la Patria.
- Respeto de los principios religiosos.
- Afirmación de la monarquía.
- Defensa del orden social.
- nacionalismo agrario y fomento de la cooperación y crédito agrícolas.
- Tributación equitativa.
- Gratuidad de la enseñanza elemental y acceso de las clases populares a la media y superior.
- nacionalización de los servicios sanitarios y de asistencia social.
- Acción internacional para impedir el descrédito de España.

## ¿Un partido fascista?
Uno de los temas más debatidos es el de su adscripción o no al fascismo, doctrina en boga en la Europa de los años treinta. Aunque encontramos rasgos propios de su tiempo, el profesor Vicente Palacio Atard no advierte un planteamiento doctrinal y sistemático claramente fascista:

" Creo que en el marco de las organizaciones nacionalistas de la derecha europea en el período entre-guerras, donde debe situarse el caso del Partido Nacionalista Español, que adoptó modales fascistoides, pero que no fue propiamente fascista. El contenido nacionalista es el que arropó en el ambiente de Burgos la candidatura de Albiñana, donde tenía un foco de seguidores jóvenes activos, pero no el número más importante de afiliados."

El hispanista vascofrancés Arnaud Imatz, biógrafo de José Antonio Primo de Rivera, considera erróneo calificar este movimiento como antecedente del nacionalsindicalismo; los falangistas demostraron escasa estima por la actividad del doctor Albiñana:

" Su pequeño partido, cuyo programa es la defensa de todas las instituciones tradicionales, es perseguido con dureza a partir del advenimiento de la República. Tras un confinamiento en Las Hurdes, consigue un escaño en el Parlamento... se puede considerar su actividad como limitada y sin importancia."

El historiador Julio Gil Pecharromán rechaza el carácter fascista o protofascista del partido.
También Ramiro Ledesma Ramos lo considera como un movimiento reaccionario: " ... gesticulación reaccionaria al servicio vergonzante de la aristocracia terrateniente y de los elementos más regresivos...", opinión compartida por Southworth y Manuel Pastor.
Por su parte Xosé Manoel Núñez Seixas considera que su adscripción fascista es dudosa y que más bien se le debería considerar como «un grupo ultramonárquico radicalizado de filiación católico-tradicionalista».

## Tradicionalismo
La posición ideológica del Partido Nacionalista Español ha sido definida como «ultrarreaccionaria» y tradicionalista. De hecho, en su última voluntad, José María Albiñana pidió a sus seguidores que ingresaran en la Comunión Tradicionalista, integrándose el Partido Nacionalista Español en el movimiento carlista.

## Actividad parlamentaria
Presente en las Cortes de 1933 a 1936, al ser elegido Albiñana diputado por Burgos. Se integró  dentro de la minoría Renovación Española hasta finales de 1934 en que formó parte del Bloque Nacional impulsado por José Calvo Sotelo.

## Centro nacionalista
Tenía su sede en la burgalesa calle de Benito Gutiérrez, siendo su presidente Florentino Martínez Mata, hasta que abandonó el partido para integrase en Falange, al igual que Alejandro Rodríguez de Valcárcel. Continuó en el cargo Manuel Sancho Jaraute.

«Un simple repaso de los resultados electorales pone de relieve que los albiñanistas crecieron extraordinariamente a lo largo de su segunda legislatura en muchísimos pueblos de la provincia de Burgos... En Aranda se pasó de 57 a 274 votos; en Gumiel de Izán de 77 a 449; en Belorado de 13 a 302; de 9 a 371 en Santa María del Campo;... ».

## Guerra civil
Antonio Ruiz Vilaplana, Secretario Judicial de Burgos, Oficial Letrado del Tribunal de Cuentas de la Segunda República Española,  publica clandestinamente sus impresiones acerca de lo acaecido en julio de 1936.

''En el relato sumario de los hechos acaecidos en Burgos, al iniciarse el movimiento militar, habrá advertido el lector algo que puede causarle extrañeza: que no menciono para nada a la Falange ni a los fascistas,

Considera que en Burgos existía un pequeño grupo de falangistas, no de acción, sino de partido, inscritos por el forzado aburrimiento provinciano, por lo que apenas tuvieron intervención.

''Las primeras camisas azules que se vieron, junto con los uniformes del Ejército, no fueron de los fascistas sino de los "Legionarios de Albiñana"... Eran, en su mayoría, obreros campesinos, reclutados entre los enemigos de las organizaciones sindicales afectas a la casa del pueblo de cada localidad; Albiñana, conocedor del espíritu guerrero y agrio de estos labriegos, les dotó de un vistoso uniforme (camisa azul celeste y gorro militar) y recorría con ellos la provincia.,

El 16 de enero de 1937 la prensa informa del visto bueno del general Franco a la integración del partido nacionalista en la Comunión Tradicionalista.